# Сімона Герман
Сімона Герман (рум. Simona Gherman; нар. 12 квітня 1985 року, Бухарест, Румунія), до шлюбу Сімона Александру (рум. Simona Alexandru) — румунська фехтувальниця (шпага), олімпійська чемпіонка 2016 року в командній шпазі, дворазова чемпіонка світу та семиразова чемпіонка Європи, призерка чемпіонатів світу та Європи.

## Виступи на Олімпіадах
| Олімпіада   | Дисципліна          | Місце |
| ----------- | ------------------- | ----- |
| Лондон 2012 | індивідуальна шпага | 5     |
| Лондон 2012 | командна шпага      | 6     |
| Ріо 2016    | індивідуальна шпага | 17    |
| Ріо 2016    | командна шпага      | 1     |